# Spaghetti a la Mode
Spaghetti a la Mode é um curta-metragem mudo norte-americano de 1915, do gênero comédia, dirigido por Will Louis e estrelado por Oliver Hardy.

## Elenco
- Willard Louis - Antonio
- Oliver Hardy - (como Babe Hardy)
- Vincente DePascale - Pascale
- Royal Byron - Brizzi
- Harry Lorraine - Proprietário
- Harry Rice
- Pete Bell